# Хостерт (футбольный клуб)
«Хостерт» — футбольный клуб из Люксембурга. Клуб основан в 1946 году, домашние матчи проводит на стадионе «Йос Беккер», вмещающем 1 500 зрителей.
В сезоне 2010/11 клуб занял 3-е место в Переходном Турнире, втором по силе дивизионе, и получил возможность сыграть стыковой матч за право играть в сезоне 2011/12 в высшей лиге. В переходном матче «Хостерт» встретился с клубом «Вильц», основное и дополнительное время матча закончилось вничью 1:1, а в серии пенальти «Хостерт» оказался сильнее 6:4 и в сезоне 2011/12 впервые в своей истории выступил в высшем дивизионе Люксембурга.
Однако первый сезон в высшей лиге сложился неудачно. В сезоне 2011/12 клуб занял последнее место в высшей лиге и вылетел обратно в Переходный Турнир, набрав за сезон всего 8 очков (2 победы и 2 ничьи, 22 поражения)
В сезоне 2014/2015 «Хостерт» снова выступает в высшей лиге.